# Christiaan Lodewijk Willem Dreibholtz

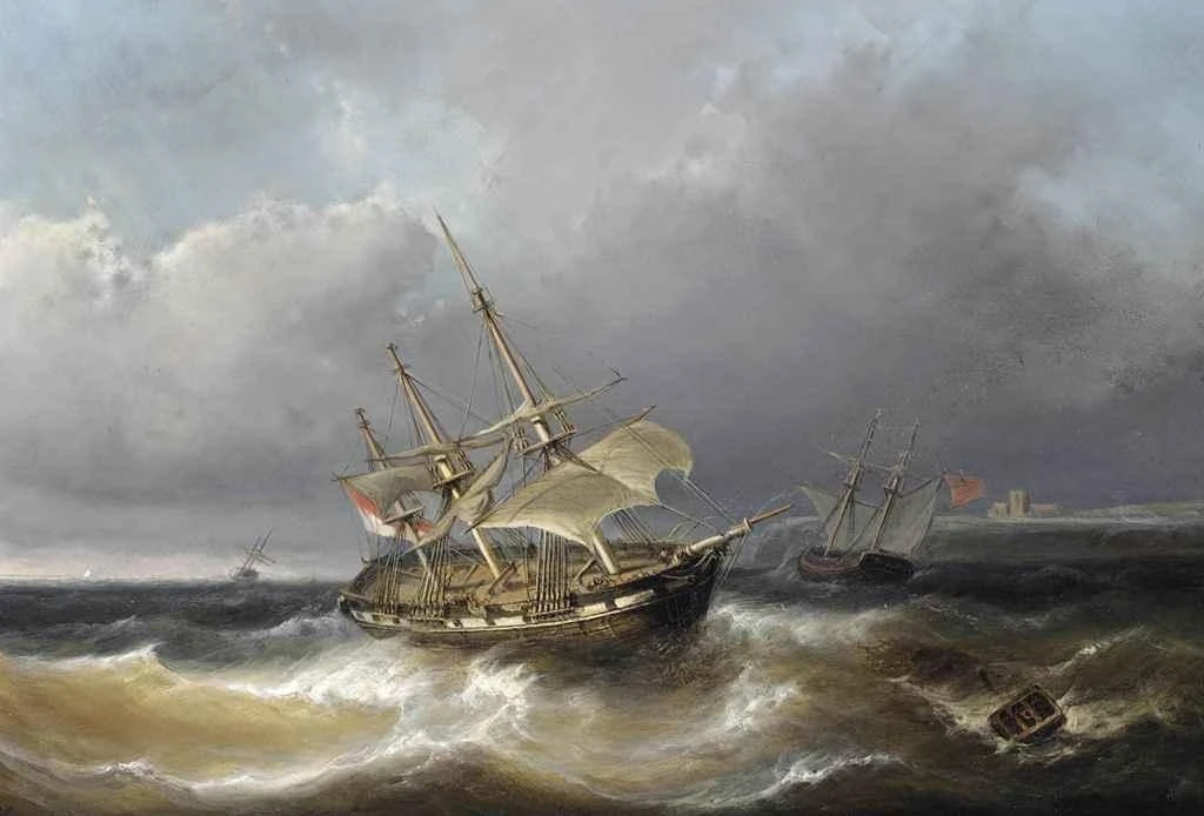
In rauer See

Christiaan Lodewijk Willem Dreibholtz (* 8. September 1799 in Utrecht; † 16. März 1874 ebenda) war ein niederländischer Marinemaler, Aquarellist und Lithograf.
Dreibholtz war als Sohn von Hendrik Christiaan Dreibholtz und Louise Henrietta Krol geboren. Er wurde Schüler von Johannes Christiaan Schotel in Dordrecht.
Er arbeitete in Dordrecht von 1826 bis 1842, in Den Haag von 1842 bis 1866 und nach 1868 in Utrecht. Er unternahm mehrere Studienreisen entlang der englischen und französischen Küste. Er malte See- und Flussansichten in Öl und Aquarell, beschäftigte sich auch mit der Lithografie.
1832 wurde er zum Ehrenmitglied der Gesellschaft „Arti Sacrum“ in Rotterdam und 1833 zum Mitglied der Koninklijke Akademie van Beeldende Kunsten (Amsterdam) ernannt. 
Am 9. September 1835 heiratete er Neeltje Pieternella Krol. Er unterrichtete Willem Melchior Christiaan Mittelholzer.
Er nahm von 1828 bis 1871 an Ausstellungen in Amsterdam und Den Haag teil. 